# Müritz-Lauf
Müritz-Lauf ist eine Sportveranstaltung in Mecklenburg-Vorpommern und findet seit 2001 jedes Jahr im August statt. Veranstaltungsort ist das Heilbad Waren (Müritz). Das Motto der Veranstaltung lautet: „around Germany’s biggest lake“.

## Allgemein

### Wettbewerbe
- Team-Staffellauf

### Distanzen
- aktuell: 75,0 km – Team-Staffellauf

- bis 2022: 75,0 km – Ultramarathon und Team-Staffellauf, 26,5-km-Städte-Lauf
- bis 2010: 76,7 km – Ultramarathon und Team-Staffellauf, 28,2-km-Städte-Lauf

### Streckenbeschreibung
Der Rundkurs beginnt und endet am Volksbad in Waren (Müritz). Im Uhrzeigersinn geht es um die Müritz, dem größten vollständig zu deutschem Staatsgebiet gehörenden Binnensee. Der erste Streckenabschnitt führt durch den Müritz-Nationalpark und seine Wälder (Warener Stadtforsttannen, Dammfeld, Federower Dickungen, Warensche Wold, Specker Horst, Specker Wold, Boeker Wold und Röbelsche Wold). Danach geht es über Rechlin, Vipperow und Ludorf nach Röbel und von dort über Gotthun, Sietow, Sembzin und Klink zurück zum Warener Volksbad. Der Städte-Lauf startete am Röbeler Stadthafen, führte entlang am Westufer der Müritz und endete seinerzeit am Warener Stadthafen.

### Streckenprofil
Die Weichseleiszeit hat vor etwa 115.000 Jahren eine typische Jungmoränenlandschaft geschaffen. Die Strecke rund um die Müritz weist ein welliges Profil auf. Die vorwiegend flachen Teilstücke werden durch langgezogene leichte Anstiege und Gefälle unterbrochen. Der maximale Höhenunterschied beträgt jedoch nicht mehr als 90 Meter. Der höchste Punkt im Altkreis Müritz liegt in Panschenhagen (abseits der Strecke) und beträgt 128 m.

### Streckenrekorde und Streckenrekordhalter
- Ultramarathon (Männer): 4:51:39 – Steffen Justus (GER, 2019)
- Ultramarathon (Frauen): 6:06:58 – Britta Giesen (GER, 2013)
- Team-Staffellauf (Männer): 4:10:45 – INJOY feat. TG Weippert Rostock (GER, 2012)
- Team-Staffellauf (Frauen): 5:19:13 – Die Laufbekanntschaften (GER, 2011)
- Städte-Lauf (Männer): 1:31:27 – Hannes Kuntermann (GER, 2021)
- Städte-Lauf (Frauen): 1:43:22 – Sabrina Mockenhaupt (GER, 2010)

## Siegerlisten

### Ultramarathon
| Datum      | Männer              | Land        | Zeit    | Frauen           | Land        | Zeit    |
| ---------- | ------------------- | ----------- | ------- | ---------------- | ----------- | ------- |
| 20.08.2022 | Georg Schützka      | Deutschland | 5:38:25 | Ilka Gand        | Deutschland | 7:41:46 |
| 14.08.2021 | David Schönherr     | Deutschland | 5:14:06 | Nadine Grothe    | Deutschland | 6:31:34 |
| 17.08.2019 | Steffen Justus      | Deutschland | 4:51:39 | Marta Owsianna   | Polen       | 7:24:56 |
| 25.08.2018 | Jan-Albert Lantink  | Niederlande | 5:22:02 | Britta Giesen    | Deutschland | 6:07:34 |
| 19.08.2017 | Martin Ahlburg      | Deutschland | 5:33:01 | Britta Giesen    | Deutschland | 6:16:48 |
| 20.08.2016 | Jan Prochaska       | Deutschland | 6:12:03 | Antje Müller     | Deutschland | 6:41:33 |
| 22.08.2015 | Jan-Albert Lantink  | Niederlande | 5:14:23 | Annett Bahlcke   | Deutschland | 7:13:11 |
| 23.08.2014 | Marco Mitzlaff      | Deutschland | 5:53:00 | Antje Müller     | Deutschland | 6:28:25 |
| 24.08.2013 | Jan-Albert Lantink  | Niederlande | 4:58:04 | Britta Giesen    | Deutschland | 6:06:58 |
| 18.08.2012 | Prochaska / Vanicek | Deutschland | 5:58:17 | Britta Giesen    | Deutschland | 6:22:00 |
| 20.08.2011 | Jan-Albert Lantink  | Niederlande | 5:02:05 | Imke Constien    | Deutschland | 6:41:44 |
| 21.08.2010 | Jan-Albert Lantink  | Niederlande | 5:30:25 | Barbara Mallmann | Deutschland | 6:30:36 |
| 22.08.2009 | Jan Prochaska       | Deutschland | 5:48:53 | Simone Stegmaier | Deutschland | 7:22:01 |
| 23.08.2008 | Jan Prochaska       | Deutschland | 5:34:20 | Grit Seidel      | Deutschland | 6:56:32 |
| 25.08.2007 | Prochaska / Vanicek | Deutschland | 6:11:50 | Silke Stutzke    | Deutschland | 7:30:22 |
| 19.08.2006 | Michael Vanicek     | Deutschland | 5:53:11 | Petra Van Trill  | Deutschland | 7:48:24 |
| 20.08.2005 | Torsten Goede       | Deutschland | 6:12:19 | Ute Wollenberg   | Deutschland | 7:23:47 |
| 21.08.2004 | Jan Prochaska       | Deutschland | 5:29:17 | Simone Stegmaier | Deutschland | 7:20:59 |
| 23.08.2003 | Hartmut Seele       | Deutschland | 5:40:20 | Regina Leu       | Deutschland | 7:58:57 |
| 24.08.2002 | Michael Hopp        | Deutschland | 6:17:31 | Regina Leu       | Deutschland | 8:05:55 |
| 25.08.2001 | Felix Kainz         | Deutschland | 7:06:34 | Ute Wollenberg   | Deutschland | 7:26:44 |

### Team-Staffellauf
| Datum      | Männer                          | Land        | Zeit    | Frauen                   | Land        | Zeit    |
| ---------- | ------------------------------- | ----------- | ------- | ------------------------ | ----------- | ------- |
| 20.08.2022 | TEAM MÜRITZ & FRIENDs           | Deutschland | 5:00:39 | SV Waren 09 Laufteam     | Deutschland | 6:14:57 |
| 14.08.2021 | TEAM MÜRITZ & FRIENDs           | Deutschland | 4:56:14 | SV Eintracht Groß Wokern | Deutschland | 6:39:56 |
| 17.08.2019 | Pogodne Suwalki                 | Polen       | 4:31:58 | FrauenPower 8.0          | Deutschland | 5:21:35 |
| 25.08.2018 | Der Rest feat. Bootsurlaub.de   | Deutschland | 4:49:48 | Die Laufbekanntschaften  | Deutschland | 5:54:01 |
| 19.08.2017 | Der Rest feat. Bootsurlaub.de   | Deutschland | 4:46:09 | Die Laufbekanntschaften  | Deutschland | 5:37:08 |
| 20.08.2016 | Der Rest feat. Bootsurlaub.de   | Deutschland | 4:47:12 | Die Laufbekanntschaften  | Deutschland | 5:54:39 |
| 22.08.2015 | Der Rest feat. Bootsurlaub.de   | Deutschland | 4:49:58 | Die Laufbekanntschaften  | Deutschland | 5:20:01 |
| 23.08.2014 | Haglöfs Laufteam Erfurt         | Deutschland | 4:34:46 | Die Laufbekanntschaften  | Deutschland | 5:28:43 |
| 24.08.2013 | LC Uster                        | Schweiz     | 4:42:34 | Die Laufbekanntschaften  | Deutschland | 5:22:10 |
| 18.08.2012 | INJOY feat. TG Weippert Rostock | Deutschland | 4:10:45 | Die Laufbekanntschaften  | Deutschland | 5:26:25 |
| 20.08.2011 | Der Rest                        | Deutschland | 4:49:55 | Die Laufbekanntschaften  | Deutschland | 5:19:13 |
| 21.08.2010 | Der Rest                        | Deutschland | 4:45:47 | Die Laufbekanntschaften  | Deutschland | 5:19:40 |
| 22.08.2009 | MSC Waren                       | Deutschland | 4:47:57 | Schlingmann Mum Team     | Deutschland | 6:13:14 |
| 23.08.2008 | 1. LAV Rostock                  | Deutschland | 4:35:58 | Die Laufbekanntschaften  | Deutschland | 5:19:16 |
| 25.08.2007 | MSC Waren                       | Deutschland | 4:54:02 | LC RON HILL Berlin       | Deutschland | 5:46:34 |
| 19.08.2006 | MSC Waren                       | Deutschland | 4:59:32 | LAV Waren                | Deutschland | 6:27:20 |
| 20.08.2005 | MSC Waren                       | Deutschland | 4:56:55 | -                        | -           | -       |
| 21.08.2004 | MSC Waren                       | Deutschland | 4:48:31 | -                        | -           | -       |
| 23.08.2003 | MSC Waren                       | Deutschland | 5:10:54 | -                        | -           | -       |
| 24.08.2002 | SV Turbine Neubrandenburg       | Deutschland | 4:54:06 | -                        | -           | -       |

### Städte-Lauf
| Datum      | Männer                  | Land        | Zeit    | Frauen              | Land        | Zeit    |
| ---------- | ----------------------- | ----------- | ------- | ------------------- | ----------- | ------- |
| 20.08.2022 | Nikki Johnstone         | Deutschland | 1:35:54 | Laura Michel        | Deutschland | 1:59:22 |
| 14.08.2021 | Hannes Kuntermann       | Deutschland | 1:31:27 | Laura Michel        | Deutschland | 1:49:31 |
| 17.08.2019 | Ludwig Schwark          | Deutschland | 1:31:59 | Cathérine Wegener   | Deutschland | 1:52:18 |
| 25.08.2018 | Robert Sprung           | Deutschland | 1:38:39 | Doris Marquardt     | Deutschland | 1:49:58 |
| 19.08.2017 | Robert Sprung           | Deutschland | 1:38:55 | Silva Weist         | Deutschland | 2:00:01 |
| 20.08.2016 | Jan Seemann / Tim Klatt | Deutschland | 1:48:12 | Martina Knierim     | Deutschland | 2:14:36 |
| 22.08.2015 | Ludwig Schwark          | Deutschland | 1:40:31 | Julia Bausemer      | Deutschland | 2:00:54 |
| 23.08.2014 | René Jäger              | Deutschland | 1:33:25 | Julia Lippold       | Deutschland | 1:53:37 |
| 24.08.2013 | Nils Schmiedeberg       | Deutschland | 1:43:19 | Sylke Möbius        | Deutschland | 2:06:17 |
| 18.08.2012 | Thomas Weber            | Deutschland | 1:47:43 | Patricia Kusatz     | Deutschland | 2:00:21 |
| 20.08.2011 | Hennig Große            | Deutschland | 1:44:40 | Kirsten Raschke     | Deutschland | 2:10:44 |
| 21.08.2010 | Carsten Drilling        | Deutschland | 1:44:05 | Sabrina Mockenhaupt | Deutschland | 1:43:22 |
| 22.08.2009 | Björn Mertsching        | Deutschland | 1:50:32 | Patricia Kusatz     | Deutschland | 2:15:40 |
| 23.08.2008 | Ronald Hampe            | Deutschland | 1:42:21 | Bertina Druschke    | Deutschland | 2:09:59 |
| 25.08.2007 | Dirk Albrecht           | Deutschland | 1:49:36 | Uta Bünger          | Deutschland | 2:21:12 |
| 19.08.2006 | Dirk Albrecht           | Deutschland | 1:49:26 | Madeleine Lorenz    | Deutschland | 1:53:15 |
| 20.08.2005 | Dirk Albrecht           | Deutschland | 1:52:20 | Madeleine Lorenz    | Deutschland | 1:52:39 |
| 21.08.2004 | Dirk Albrecht           | Deutschland | 1:48:08 | Beate Krecklow      | Deutschland | 2:07:24 |
| 23.08.2003 | Bernd Fritsch           | Deutschland | 1:54:17 | Beate Krecklow      | Deutschland | 2:19:43 |
| 24.08.2002 | Ralf Bräutigam          | Deutschland | 2:01:31 | Gabriele Brumlich   | Deutschland | 3:53:13 |
| 25.08.2001 | Bernd Fritsch           | Deutschland | 1:43:34 | Jana Exner          | Deutschland | 1:53:27 |

### Handbike (2006 bis 2013)
| Datum      | Männer                  | Land        | Zeit    | Frauen           | Land        | Zeit    |
| ---------- | ----------------------- | ----------- | ------- | ---------------- | ----------- | ------- |
| 24.08.2013 | Olaf Heine              | Deutschland | 2:14:40 | Michaela Schlett | Deutschland | 3:19:13 |
| 18.08.2012 | Kim Klüver Christiansen | Danemark    | 2:28:10 | Michaela Schlett | Deutschland | 3:17:24 |
| 20.08.2011 | Lars Hoffmann           | Deutschland | 2:32:52 | Michaela Schlett | Deutschland | 3:43:59 |
| 21.08.2010 | Lars Hoffmann           | Deutschland | 2:39:16 | Michaela Schlett | Deutschland | 3:41:03 |
| 22.08.2009 | Volker Klemmer          | Deutschland | 2:43:39 | unbesetzt        | -           | -       |
| 23.08.2008 | Volker Klemmer          | Deutschland | 3:00:43 | unbesetzt        | -           | -       |
| 25.08.2007 | Volker Klemmer          | Deutschland | 3:10:21 | unbesetzt        | -           | -       |
| 19.08.2006 | Walter Enders           | Deutschland | 4:41:11 | unbesetzt        | -           | -       |

### Städte-Wanderung (2006 bis 2010)
| Datum      | Männer                 | Land        | Zeit    | Frauen             | Land        | Zeit    |
| ---------- | ---------------------- | ----------- | ------- | ------------------ | ----------- | ------- |
| 21.08.2010 | Jürgen Behrend         | Deutschland | 3:27:47 | Monika Kretzschmar | Deutschland | 3:39:42 |
| 22.08.2009 | Jürgen Behrend         | Deutschland | 3:19:06 | Silvia Stahlberg   | Deutschland | 3:25:01 |
| 23.08.2008 | Thomas Hartung         | Deutschland | 3:17:12 | Sabine Bening      | Deutschland | 3:22:57 |
| 25.08.2007 | Christian Joachimmeyer | Deutschland | 3:38:55 | Silvia Stahlberg   | Deutschland | 3:43:18 |
| 19.08.2006 | Olav Höfer             | Deutschland | 3:45:05 | Ulrike Popp        | Deutschland | 4:23:33 |